# 迈克尔·普赖斯
迈克尔·普赖斯（英語：Michael Price）是一位英格蘭作曲家、音樂製作人、編曲和音樂編輯人。他會輕鬆地創作管弦樂 、電子音樂。他已在超過30部影視作品中做出貢獻。